# Oktogonen
Oktogonen är en stiftelse för vinstdelning som styrs av Svenska Handelsbankens personal.
Oktogonen bildades 1973 genom att Svenska Handelsbanken gjorde en avsättning till stiftelsen på 10 miljoner kronor. Initiativtagare var den då nytillträdde VDn Jan Wallander. Idag är Oktogonen Handelsbankens näst största (cirka 10 %) ägare av aktierna. 
Vid tilldelningen av andelar till personalen behandlas alla anställda lika oavsett lön och befattning.

## Konstruktion
Om Handelsbanken jämfört med övriga affärsbanker inom bankens verksamhetsområde visar ett bättre resultat (bättre räntabilitet än genomsnittet) ska banken göra en avsättning till Oktogonen. Det är bankens bolagsstämma som bestämmer avsättningens storlek. Merresultatet ska delas mellan aktieägarna och Oktogonen. Om banken sänker eller helt slopar sin utdelning sker dock ingen avsättning. Detta har inträffat vid ett fåtal tillfällen, senast verksamhetsåret 2018. När den anställde uppnått 55 års ålder kan denne välja hur utbetalningen ska ske. Utbetalning kan tas som ett engångsbelopp, eller valfritt fördelat på 2-20 år. Genom att den anställde måste vänta relativt länge på utbetalningen har den hittillsvarande framgångsrika förvaltningen med en positiv värdeutveckling på värdepappersmarknaden inneburit att utbetalda belopp varit ansenliga.
För verksamhetsåret 2009 fick personalstiftelsen 650 miljoner kr från banken.